# Сиволап Іван Кузьмич
Іван Кузьмич Сиволап  (20 грудня 1909, село Петрівка Єлизаветградського повіту Херсонської губернії, тепер Кропивницького району Кіровоградської області — 17 жовтня 1968, місто Москва, тепер Російська Федерація) — радянський діяч, міністр харчової промисловості СРСР. Кандидат економічних наук (1946).

## Життєпис
Народився в селянській родині, батько наймитував.
У 1926—1927 роках — агітатор Верблюзького районного комітету ЛКСМ України Зінов'ївської округи.
У 1927—1929 роках — курсант кооперативної профспілкової школи міста Олександрії.
У 1929—1932 роках — студент Київського технологічного інституту харчової промисловості, здобув спеціальність інженера-економіста.
Одночасно з 1930 до 1931 року — пропагандист ЦК ЛКСМ України в Новоодеському районі.
Член ВКП(б) з травня 1932 року.
У 1932—1937 роках — науковий співробітник, старший науковий співробітник, заступник завідувача економічного відділу Всесоюзного науково-дослідного інституту спиртової промисловості в Москві.
З вересня до листопада 1937 року — заступник начальника, в листопаді 1937 — травні 1940 року —  начальник планово-економічного відділу Народного комісаріату харчової промисловості СРСР.
У травні 1940—1941 роках — член Господарської ради з товарів широкого споживання при Раді народних комісарів СРСР.
У 1941—1946 роках — заступник народного комісара харчової промисловості СРСР.
У липні 1946—1947 роках — заступник міністра смакової промисловості СРСР.
У 1947—1949 роках — член Бюро з харчової промисловості при Раді міністрів СРСР.
У 1949 році — перший заступник міністра м'ясо-молочної промисловості СРСР.
У 1949 — квітні 1951 року — перший заступник міністра харчової промисловості СРСР.
У квітні 1951 — березні 1953 року — міністр харчової промисловості СРСР.
З березня до серпня 1953 року — перший заступник міністра легкої та харчової промисловості СРСР.
У серпні 1953—1956 роках — перший заступник міністра промисловості продовольчих товарів СРСР.
У 1956—1957 роках — заступник голови та член колегії Державної економічної комісії Ради міністрів СРСР з поточного планування народного господарства.
У 1957—1958 роках — начальник відділу харчової промисловості Держплану СРСР. 
Одночасно в 1957—1958 роках — голова радянської частини радянсько-болгарської комісії із науково-технічного співробітництва.
У листопаді 1957 року за «допущені зловживання службовим становищем у особистих, корисливих цілях» виключений із КПРС і незабаром звільнений з посади.
У 1958—1960 роках — завідувач відділу економіки Всесоюзного науково-дослідного інституту спиртової промисловості.
У квітні 1959 року відновлений в членах КПРС.
У 1960—1963 роках — помічник голови Державної науково-економічної ради Ради міністрів СРСР.
У 1963—1965 роках — помічник голови Держплану СРСР.
У жовтні 1965 — 17 жовтня 1968 року — начальник відділу харчової промисловості Держплану СРСР.
Помер 17 жовтня 1968 року, похований у Москві на Новодівичому цвинтарі.

## Нагороди
- орден Трудового Червоного Прапора
- медаль «За оборону Москви»
- медаль «За оборону Сталінграда»
- медалі